# Watashi mo I Love You
Singles de Coconuts Musume
Tokonatsu Musume
(2000) Jōnetsu Yuki Miraisen
(2001)
Watashi mo I Love You (私も「I LOVE YOU」, « I Love You » étant écrit entre guillemets) est le 4e single du groupe de J-pop Coconuts Musume, sorti en 2000.

## Présentation
Le single, écrit et produit par Tsunku, sort le 26 juillet 2000 au Japon sur le label SME Records ; c'est le dernier disque du groupe à sortir sur ce label, avant son passage chez zetima. Il atteint la 82e place du classement de l'Oricon, restant classé pendant une semaine.
C'est le second (et dernier) disque du groupe enregistré en quatuor, sans Chelsea et April parties en janvier précédent, et avec Lehua arrivée en remplacement. C'est son dernier disque avec Danielle, qui quittera le groupe l'année suivante.
La chanson-titre est chantée en japonais, bien que la moitié des membres (américaines) ne parlent pas cette langue. Elle a été utilisée comme thème musical pour une publicité. Elle ne figurera sur aucun album. Une version remixée par Masato Yamao figure en "face B" du single.
Membres du groupe
Ayaka ; Mika ; Danielle ; Lehua

## Liste des titres
1. Watashi mo I Love You  (私も「I LOVE YOU」?)
2. Watashi mo I Love You (Samba de Coco Remix) (私も「I LOVE YOU」) (SAMBA DE CoCo Remix?)
3. Watashi mo I Love You (Backing Track) (私も「I LOVE YOU」...?) (instrumental)